# 彼女を言い負かすのはたぶん無理
『彼女を言い負かすのはたぶん無理』（かのじょをいいまかすのはたぶんむり）は、うれま庄司による日本のライトノベル。イラストはしらびが担当している。略称は「かのいい」。スマッシュ文庫（PHP研究所）より2010年11月から刊行されている。
本作は小説などでは珍しく「競技ディベート」に焦点を当てた実用的青春小説となっている。

## あらすじ
特に打ち込めるような部活も見つからずに平凡な学園生活を送っていた主人公の桜井祐也は、成り行きで副部長で「ディベートの天才」との呼び声も名高い九重崎アイラを始めとしたメンツが揃う「問題児の巣窟」と呼ばれている「ディベート部」に入部することとなる。その後、桜井は高校のディベート部を通じてノウハウを学びつつ、自らの才能を開花させていく。

## 登場人物
桜井祐也（さくらい ゆうや）
本作の主人公。交通事故で部活動をやめている。成り行きでディベート部に入部することとなった。
九重崎愛良（くえざき あいら）
祐也の先輩で高校のディベート部の副部長を務めており、「ディベートの天才」と呼ばれている。

## 既刊一覧
- うれま庄司（著） / しらび（イラスト） 『彼女を言い負かすのはたぶん無理』 PHP研究所〈スマッシュ文庫〉、既刊4巻（2012年6月22日現在）
  1. 2010年11月10日発売[6]、ISBN 978-4-569-67572-5
  2. 2011年6月8日発売[7]、ISBN 978-4-569-67660-9
  3. 2012年2月15日発売[8]、ISBN 978-4-569-67778-1
  4. 2012年6月22日発売[9]、ISBN 978-4-569-67845-0